# 我非你类
《我非你类》（英語：We Are Not Your Kind）是美国重金属乐队滑結樂團的第六张录音室专辑。该专辑由乐队与制作人格雷格·费德尔曼（Greg Fidelman）在加利福尼亚州好莱坞的录制，并于2019年8月9日由发行。专辑标题取自单曲All Out Life中的歌词。前打击乐手克里斯·费恩因薪酬问题起诉乐队后于2019年3月遭乐队解雇，造成了我非你类成為乐队唯一一张仅由八人录制的专辑。
灰五乐章巡演结束后，活结乐队吉他手吉米·鲁特（Jim Root）和打击乐手肖恩·克拉汉（Shawn Crahan）于2017年初开始创作乐队的后续专辑。克兰汉指乐队总共创作并录制了22首歌曲和26个插曲，最初计划是制作乐队的首张双专辑。在独立单曲All Out Life发布后不久的2018年11月，专辑录制工作开始，至2019年4月完成，随后于次月发布主打单曲Unsainted。此后，于7月发布Solway Firth，8月发布Birth of the Cruel，12月发布Nero Forte。
我非你类獲得廣泛好评。评论家赞誉滑結樂團這专辑很為出色，称赞了乐队在几首歌曲中显示的探索性的元素。也有人将其视为重金属音乐领域的现代里程碑之作。Unsainted在美国告示牌榜單主流摇滚榜上达到第10位，而Solway Firth也在英国摇滚与金属单曲榜上进入前十。我非你类在美国Billboard 200榜上首次亮相即取得冠军，成为乐队在这两个榜单上连续第三张登顶的专辑，同时在世界各地其他榜单上也表現出色。

## 背景与创作
活结乐队的第六张录音室专辑的制作始于2017年2月，当时乐队的吉他手吉姆·鲁特（Jim Root）和打击乐手肖恩·克拉汉（Shawn Crahan）开始创作新专辑。克拉汉在2016年11月接受滚石杂志采访时简单表示“我们想写歌”，但在当时并未确认录音计划的时间表。稍后他说乐队成员希望花时间创作新歌，而不是像之前一样在固定时间内完成。克拉汉早在2015年夏季就提出专辑的方向，当时他称自己想以平克·弗洛伊德的迷墙或的披头士乐队的佩珀的孤独之心俱乐部乐队 的风格创作概念专辑，而且很可能以双专辑的形式出现。专辑中的几首歌曲的构思也来自前一次巡演期间制作的演示小样，克拉汉估计乐队已经有“数百个创意点子”。
时至2017年8月，克拉汉估计已经创作了大约27个作品。在接受新音乐快递采访时，他补充说：“我们会在将在9月碰头，开始制作那27首音乐，并会继续添加，”并再次表达了他想要制作一张双专辑的愿望。克拉汉在10月接受采访时透露，他一直在与吉他手吉姆·鲁特和鼓手杰伊·温伯格一起整理在前一轮巡演期间创作的旧内容和近期创作的新内容，对约7～8首歌曲有了完整的构思。最初的大部分创作过程都是在科里·泰勒（Corey Taylor）缺席的情况下进行的，因为2017年泰勒正忙于石酸乐队的第六张专辑Hydrograd。泰勒从2018年初开始为三首新歌写歌词，歌词是基于他过去几年生活中的事件。到了4月，泰勒称对绝大部分新歌完成了填词。

## 录音及制作
在近两年的创作之后，肖恩·克拉汉透露，活结乐队第六张专辑的录制将于2018年11月开始。乐队全体成员在2019年1月加入制作。制作工作再次由曾为2004年的Vol. 3: (The Subliminal Verses)进行工程和混音并制作了2014年的灰五乐章和2018年的单曲All Out Life的格雷格·费德尔曼负责。主唱科里·泰勒赞扬了费德尔曼对他们之前作品的贡献，并指出“他了解我们，他挑战我们……我们和他关系很好”。媒体最初曾传言将由曾与乐队合作制作过1999年的Slipknot和2001年的Iowa的罗斯·罗宾逊制作专辑，但吉他手吉姆·鲁特否认了这一谣言。我非你类的录制于2019年4月完成，DJ 希德·威尔逊（Sid Wilson）透露，他正在专辑上“录制最后的”部分。
在与英国零售商HMV谈论专辑录制过程时，吉姆·鲁特回忆说，乐队花了大量时间在新材料的初步编曲上，解释说“我们把所有的时间都花在了小样上。我们创作了它们并让它们演化。” 这使得乐队能够“放开手脚”来重新审视录音，从而产生了“实质性”的结果。然而，他补充说最终的录音过程是“巨大的挑战，并希望能有更多的时间来录制整张专辑”。鲁特还提到我非你类与前作灰五乐章创作方法的不同：他回忆说，对于2014年的专辑，“歌曲直接在我的车库内创作，缺少乐队的推拉感”，他说“我们后来作为乐队演奏了这些歌曲，并制作了两套音轨，一套用节拍音轨，一套没用。没用节拍音轨的那些最后上了专辑。”
由于花费大量时间编写和录制专辑的小样，有许多曲目并未包含在我非你类专辑中。据克拉汉透露，乐队为专辑录制了总共22首歌曲和26首插曲，其中许多被搁置并被更好的曲目取代。在专辑发布之前，他向Kerrang！杂志透露，“还有另外15首没有入选的歌曲”，估计“至少有七八首歌已经录制了，带有人声，但未收录在这张专辑中。”在音乐流媒体服务Spotify的播客上，克兰解释说，在选择哪些歌曲包含在专辑中时，他试图“将自己设身处地想成一个乐迷”。他说这种想法最终导致了将All Out Life从专辑中剔除，因为他认为粉丝们更愿意听到一首新歌，而不是已经可以在流媒体上听到的歌曲。

## 作曲和歌词
我非你类被归类为新金属、另类金属、蛊戮金属、 、极端金属和硬摇滚。它被评论家和乐队成员认为是活结乐队生涯中最具实验性的专辑之一。这张专辑以喜怒无常的乐器为特色，并具有电子、前卫摇滚、电子摇滚、说唱金属和电子音乐和工业音乐的元素。在BBC广播一台摇滚节目接受丹尼尔·卡特（Daniel P. Carter）的采访时，科里·泰勒称“这可能是我们推动创造力和实验的极限所在”，并补充说“我们不仅在音乐上走到了多年来一直暗示过但从未真正全面涉足的地方，而且我们还在做比以往更重的曲目。”的艾米丽·卡特（Emily Carter）将其描述为“活结乐队迄今为止最具实验性的专辑”， 新音乐快递作家称其为“活结乐队最具艺术性的专辑”，独立报的称我非你类的宏伟程度与他们的经典专辑Iowa一样令人震撼”。一些评论家认为Spiders是专辑中最前卫的歌曲之一，其中“令人毛骨悚然的钢琴弹奏”和“零散的鼓点”胜过了常用的低音吉他旋律。
乐队在我非你类发行前对其音乐的沉重感做了宣传。早在2018年6月，主唱泰勒就称他们的第六张专辑将是“Iowa级别的沉重感”他后来重申了这一说法，称该专辑包含了他们音乐生涯中最重的歌曲之一。英国金融时报的萨姆·泰勒说泰勒此言论“并非虚张声势”。同样，网站的认为，我非你类展示了“自从乐队的同名同名专辑以来一些最沉重的内容”。 赞扬了我非你类中乐队试图制造沉重感的努力——他在评论他们的前两张专辑时认为，“活结似乎试图成为市场上最沉重的乐队，并特别努力”，最后得出结论说“然而，当他们在压力下高强度运作时，会让人感觉更加真实、更富有表现力。”
据泰勒说，我非你类收录了他迄今为止最个人化的一些歌词。在创作过程中，他解释说：“这对我个人来说是沉重的几年。[...]我捕捉到我的抑郁症的一些经历，并且想到了可以把它描述出来的方式。” 在创作过程的早期，他称“这可能是我多年来最像自传的作品”，将歌词内容描述为“黑暗...真的很黑暗”。影响泰勒歌词的主要因素之一与前妻于2016年分居的经历。在接受采访时，他解释说：“专辑的叙述实际上源于我努力走出一段有毒的关系和最终解脱出来所带来的后果。”专辑歌词的另一个主要影响因素是全球“分裂”，泰勒称这是美国前总统唐纳德·特朗普通过“偏执”和“种族主义”助长的。 

## 推广与发布

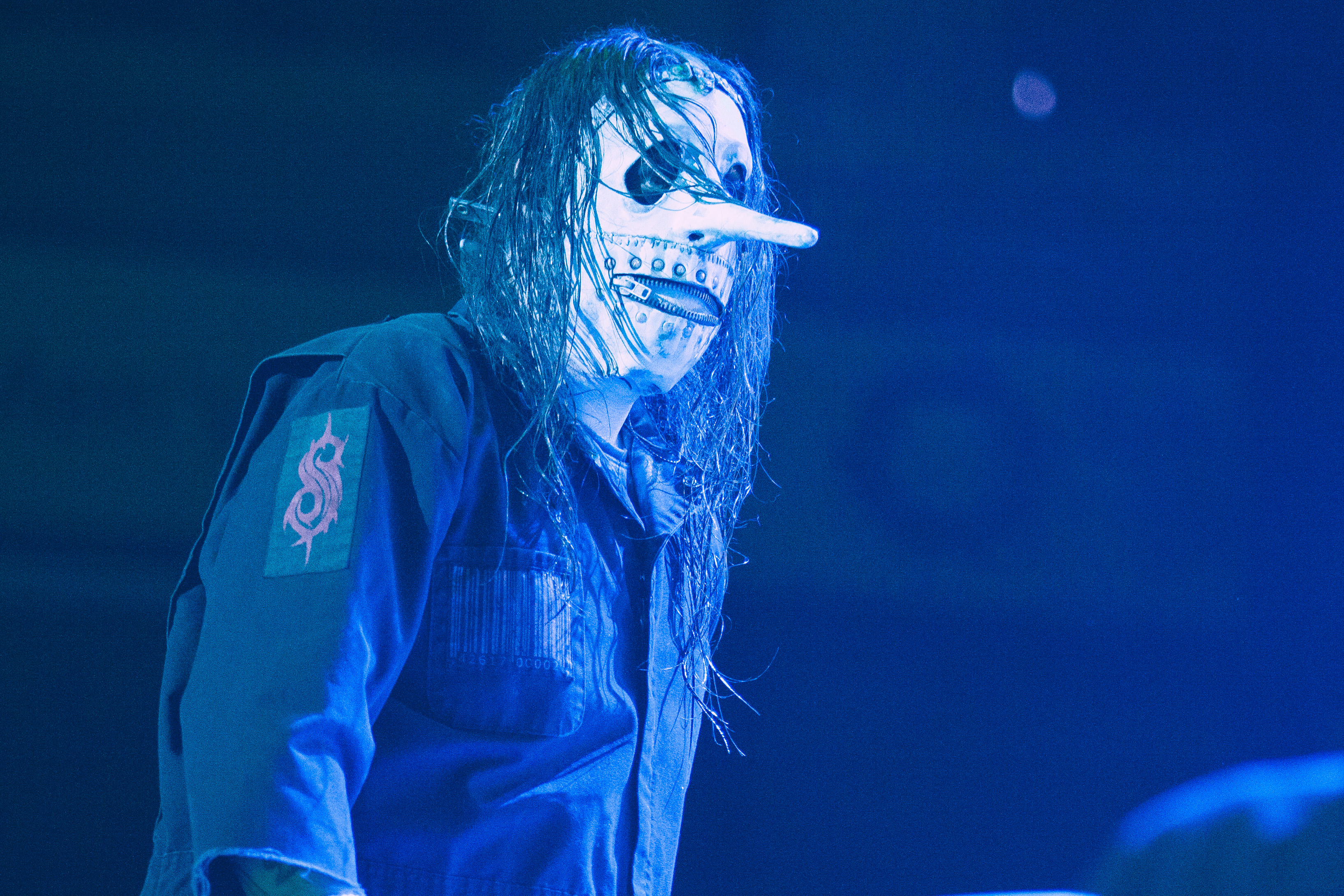
2019年3月，打击乐手克里斯·费恩(Chris Fehn)在起诉乐队索要未付薪酬后被活结乐队解雇。

于2018年10月31日发布的单曲All Out Life是在我非你类录制过程中首次发布的新歌。该单曲由格雷格·费德尔曼制作，后来他也参与了专辑的制作。由肖恩·克拉汉执导的歌曲音乐视频在YouTube上首日达到了340万次以上的播放，创造了乐队的记录。这首歌最初计划出现在专辑中，但最终被取消；主唱科里·泰勒后来解释说：“这首歌本身就是独特的一个个体，因为它的目的真的只是让人们知道我们还在。”2019年2月，乐队推出了一个以wearenotyourkind.com的预告网站，几天后确认了专辑的发行日期。两个月后，乐队公布了专辑的曲目列表，并正式确认其名称为我非你类。
在专辑发行日期公布不到两周后，爆出了打击乐手克里斯·费恩起诉同队泰勒和克拉汉的新闻，称他未收到来自商品销售和巡演的版税。几天后他就被乐队开除，乐队正式的新闻发布中称“克里斯知道他为什么不再是活结的一部分。我们对他选择指责和捏造说法而不是继续成为活结一员感到失望。”费恩的位置由一个不明身份的替代者接替，由于他面具的设计，乐迷们将他戏称为（墨西哥煎饼人）。吉姆·鲁特后来称费恩的离开对专辑的制作影响不大。
2019年5月16日，专辑正式公布的当天，活结乐队发布了作为我非你类的第一支单曲Unsainted并出了音乐视频，展示了每个成员的新面具。该视频在YouTube上的首个24小时内打破了All Out Life创下的记录，获得了超过470万的观看次数。该单曲在美国告示牌主流摇滚榜上排名第10位，是乐队自2014年的The Devil in I以来的最高位置，在英国单曲榜上排名第68位，是自2008年的Psychosocial以来的最高位置。Unsainted和All Out Life在第二天都进行了现场首演，当时乐队在吉米·坎摩尔现场上表演，这是自2016年11月以来的首次现场演出。Solway Firth于7月22日作为专辑的第二支单曲发布，登上了告示牌热摇滚榜的第14位。8月5日，Birth of the Cruel成为第三支单曲，Nero Forte则是第四支单曲，于12月16日发布。

## 评价
| 綜合得分             | 綜合得分 |
| 來源                 | 評分     |
| -------------------- | -------- |
|                      | 7.8/10   |
|                      | 89/100   |
| 評論得分             |          |
| 來源                 | 評分     |
| AllMusic             | [ 58 ]   |
| Consequence of Sound | A        |
| Exclaim!             | 8/10     |
| The Guardian         | [ 30 ]   |
| The Independent      | [ 61 ]   |
| Kerrang!             | [ 62 ]   |
| Metal Hammer         | [ 63 ]   |
| NME                  | [ 23 ]   |
| Pitchfork            | 6.7/10   |
| Rolling Stone        | [ 65 ]   |

我非你类受到了一致好评。Metacritic对主流媒体的评论进行了标准化评分，根据14条评论，这张专辑的平均得分为89分（满分100分）。福布斯作家昆汀·辛格称这张专辑是“一部金属巨著”。
在新音乐快递的五星好评中，乔丹·（Jordan Bassett）将我非你类描述为“一张令人惊叹的专辑：乐队对于厌恶的咆哮，对于极端金属和灼热厌恶的原始尖叫”。Kerrang!杂志的艾米丽·卡特也给予专辑满分的评价，并写道“自从他们的首张专辑发布以来，活结一直以来都大胆、无畏且令人振奋。”独立报的罗辛·奥康纳（Roisin O'Connor）表示，“我非你类的宏伟程度与他们的里程碑级专辑Iowa一样令人震撼，而且更有动感。”同样，前音后果的迈克尔·佩门（Michael Pementel）赞扬了这张专辑作为乐队风格强烈演变的表现，称其为“乐队职业生涯中最强大的专辑之一”。的乔·史密斯-恩格尔哈特（Joe Smith-Engelhardt）将其描述为乐队在过去两张“略显公式化”的专辑后终于“回归初心”。的杰伊·戈拉尼亚（Jay H. Gorania）称其为“活结乐队皇冠上的一颗闪亮宝石”。
多位评论家盛赞主打单曲Unsainted是专辑中的亮点之一。巴塞特称这首歌是“活结乐队有史以来做过的最伟大的事情之一”，而滚石的科瑞·格劳（Kory Grow）将其描述为“乐队职业生涯中最引人入胜和最粗糙的歌曲之一”。的安娜·史密斯（Anna Smith）称这首歌是“新旧元素的愉快混合”。其他评论家则着重于专辑中的实验水平。的亚当·里斯（Adam Rees）认为A Liar's Funeral和Not Long for This World对专辑产生了“最大的影响”，而的撰稿人乔恩·威德霍恩（Jon Wiederhorn）写道，“通过我非你类，活结不仅发挥了他们的长处，而且广泛扩展了他们的音乐范围，将乐队引向了他们先前只是略作示意的音乐方向。”乐队的主唱科里·泰勒的歌词和嗓音也受到了广泛的赞扬，被卡特描述为“杰出”，被佩门描述为“卓越”。
很少有评论家对我非你类进行重大批评。佩门承认“坦率地说，考虑到所有的风格、制作和创意，很难找到专辑的缺点”，称“那些渴望乐队初期音乐风格老乐迷可能不会立即喜欢上我非你类——但即使是这些乐迷也可能会喜欢上这张杰出的专辑。”的撰稿人安迪·奥康纳（Andy O'Connor）则认为虽然这张专辑“比预期表现要好”，但它“有时仍然令人沮丧地短视”，称“如果活结乐队知道什么好用，他们就会用过头。”称赞这张专辑是“活结乐队在过去15年中制作的最好的专辑”，但抱怨了专辑的时长和其“敲击节奏的同质化”。

### 荣誉

#### 年终排名
| 组织            | 荣誉                            | 排名 | 参考   |
| --------------- | ------------------------------- | ---- | ------ |
| 前音后果        | 2019 年 30 强金属 + 硬摇滚专辑  | 3    | [ 70 ] |
| Exclaim!        | 2019 年 10 首最佳金属和硬核专辑 | 7    | [ 71 ] |
| 独立报          | 2019 年 50 张最佳专辑           | 14   | [ 72 ] |
| Kerrang!        | 2019 年 50 张最佳专辑           | 1    | [ 73 ] |
| Loudwire        | 2019 年 50 首最佳金属专辑       | –    | [ 74 ] |
| 重金属奖        | 2019 年最佳专辑                 | 1    | [ 75 ] |
| 新音乐快递      | 2019 年 50 张最佳专辑           | 13   | [ 76 ] |
| Revolver        | 2019 年 25 张最佳专辑           | 2    | [ 77 ] |
| 滚石            | 2019 年 10 首最佳金属专辑       | 1    | [ 78 ] |
| Sputnikmusic    | 2019 年 50 强专辑               | 41   | [ 79 ] |
| Ultimate Guitar | 2019 年 20 张最佳专辑           | 6    | [ 80 ] |

#### 2010年代排名
| 组织         | 荣誉                        | 排名 | 参考   |
| ------------ | --------------------------- | ---- | ------ |
| 前音后果     | 2010 年代最佳 25 金属专辑   | 15   | [ 81 ] |
| Kerrang!     | 2010 年代 75 张最佳专辑     | 8    | [ 82 ] |
| Loudwire     | 2010 年代 50 张最佳金属专辑 | 3    | [ 83 ] |
| Louder Sound | 十年来 66 张最佳金属专辑    | 25   | [ 84 ] |
| 新音乐快递   | 十年最佳专辑：2010 年代     | 48   | [ 85 ] |
| Revolver     | 2010 年代 25 张最佳专辑     | 16   | [ 86 ] |

## 商业演出
我非你类在20多张专辑榜单上进入了前十，其中有大约10张榜单（包括澳大利亚、比利时、加拿大、芬兰、爱尔兰、葡萄牙、西班牙、英国和美国榜单）的首周夺冠。该专辑在美国公告牌200强榜上首周以11.8万专辑等值单位的成绩问鼎，其中包括10.2万纯专辑销量，成为继All Hope Is Gone和灰五乐章之后，活结乐队的第三张连续登顶美国专辑榜的专辑。专辑中的十首之前未曾上榜的曲目也进入了Billboard Hot Rock Songs榜单，其中Nero Forte排名第11，Birth of the Cruel排名第14，Critical Darling排名第19，Orphan排名第28，Red Flag排名第30，Spiders排名第34，A Liar's Funeral排名第38，Insert Coin排名第39，Death Because of Death排名第40，Not Long for This World排名第43。该专辑首周以31,800销售量，其中包括25,500的实体店销售，在英国专辑榜上夺冠，终结了红发艾德的No.6 Collaborations Project连续五周登顶。这是活结乐队自2001年的Iowa以来在英国的首张冠军专辑。

## 曲目列表
| 曲序     | 曲目                    | 词曲                                       | 时长  |
| -------- | ----------------------- | ------------------------------------------ | ----- |
| 1.       | Insert Coin             |                                            | 1:38  |
| 2.       | Unsainted               | Taylor Root Crahan Alessandro Venturella   | 4:20  |
| 3.       | Birth of the Cruel      |                                            | 4:35  |
| 4.       | Death Because of Death  |                                            | 1:20  |
| 5.       | Nero Forte              | Taylor Root Mick Thomson Crahan Venturella | 5:15  |
| 6.       | Critical Darling        | Taylor Root Thomson Crahan                 | 6:25  |
| 7.       | A Liar's Funeral        |                                            | 5:27  |
| 8.       | Red Flag                |                                            | 4:11  |
| 9.       | What's Next             |                                            | 0:53  |
| 10.      | Spiders                 | Taylor Root Thomson Crahan                 | 4:03  |
| 11.      | Orphan                  |                                            | 6:01  |
| 12.      | My Pain                 |                                            | 6:48  |
| 13.      | Not Long for This World |                                            | 6:35  |
| 14.      | Solway Firth            |                                            | 5:56  |
| 总时长： | 总时长：                | 总时长：                                   | 63:29 |

| 日版额外内容 | 日版额外内容 | 日版额外内容 |
| 曲序         | 曲目         | 时长         |
| ------------ | ------------ | ------------ |
| 15.          | All Out Life | 5:40         |
| 总时长：     | 总时长：     | 69:09        |